# Тениско првенство Лос Анђелеса за жене
Тениско првенство Лос Анђелеса (Калифорнија, САД) био је један од професионалних женских тениских ВТА турнира. Први турнир је одржан 1971. Од 1973. је направљена трогодишња пауза, а од 1977. одржава се сваке године у другој седмици августа, док није укинут, 2010. Играо се на отвореном на теренима са тврдом подлогом. Наградни фонд био је 700.000 долара.
Турнир је у својој историји зависно од спонзора мењао називе. Од 2005. до укидања звао се „LA Women's Tennis Championships presented by Herbalife“.
Турнир се играо појединачни и у паровима. Највише успеха имала је Мартина Навратилова, која је појединачно победила 8 пута и 5 пута у игри парова.
Следећа табела даје преглед награда и рејтинг поена који су се могли добити на овом турниру у појединачној игри и у игри парова.
| Пласман         | новчана награда $ | рејтинг поени | новчана награда $ | рејтинг поени |
| Пласман         | појединачно       | појединачно   | у игри парова     |               |
| победник        | 88.260            | 470           | 27.730            | 470           |
| финалиста       | 45.180            | 320           | 14.270            | 320           |
| полуфуналисти   | 23.150            | 200           | 7.320             | 200           |
| четвртфиналисти | 11.885            | 120           | 3.750             | 120           |
| 3. коло         | 6.075             | 60            | -                 | -             |
| 2. коло         | 3.120             | 40            | -                 | -             |
| 1. коло         | 1.595             | 1             | 1.920             | 1             |

## Резултати

### Појединачно
| Датум    | Назив турнира                                | Кат. | Наг. фонд $ | Подлога      | Победник                             | Финалиста                            | Резултат      |
| 1971     | BMC турнир Лос Анђелес                       |      | 25000       |              | Били Џин Кинг Сједињене Државе       | Роузмери Казалс Сједињене Државе     | 6-2, 6-7, 6-3 |
| 1972     | BMC турнир Лос Анђелес                       |      | 25000       |              | Роузмери Казалс Сједињене Државе     | Франсоаз Дир Француска               | 6-2, 6-7, 6-3 |
| 21/01/73 | BMC турнир Лос Анђелес                       |      | 25000       |              | Маргарет Смит Корт Аустралија        | Ненси Ричи Сједињене Државе          | 7-5, 6-7, 7-5 |
| 14/02/77 | VS of Лос Анђелес                            |      | 100000      | Тврда (зат.) | Крис Еверт Сједињене Државе          | Мартина Навратилова Чехословачка     | 6-2, 2-6, 6-1 |
| 23/01/78 | VS of Лос Анђелес                            |      | 100000      | Тврда (зат.) | Мартина Навратилова Чехословачка     | Роузмери Казалс Сједињене Државе     | 6-3, 6-2      |
| 12/02/79 | Avon Champ’s of Лос Анђелес                  |      | 150000      | Тврда (зат.) | Крис Еверт Сједињене Државе          | Мартина Навратилова Чехословачка     | 6-3, 6-4      |
| 04/02/80 | Avon Champ’s of Лос Анђелес                  |      | 125000      | Тврда (зат.) | Мартина Навратилова Чехословачка     | Трејси Остин Сједињене Државе        | 6-2, 6-0      |
| 02/03/81 | Avon Champ’s of Лос Анђелес                  |      | 150000      | Тепих (зат.) | Мартина Навратилова Чехословачка     | Андреа Јегер Сједињене Државе        | 6-4, 6-0      |
| 01/03/82 | Avon Champ’s of Лос Анђелес                  |      | 150000      | Тепих (зат.) | Мима Јаушовец СФРЈ                   | Силвија Ханика Западна Немачка       | 6-2, 7-6      |
| 08/08/83 | VS of Лос Анђелес                            |      | 150000      | Зтрда (от.)  | Мартина Навратилова Сједињене Државе | Крис Еверт Сједињене Државе          | 6-1, 6-3      |
| 01/10/84 | VS of Лос Анђелес                            |      | 150000      | Тврда (от.)  | Крис Еверт Сједињене Државе          | Венди Тернбул Аустралија             | 6-2, 6-3      |
| 29/07/85 | VS of Лос Анђелес                            |      | 250000      | Тврда (от.)  | Клаудија Коде-Килш Западна Немачка   | Пем Шрајвер Сједињене Државе         | 6-2, 6-4      |
| 11/08/86 | VS of Лос Анђелес                            |      | 250000      | Тврда (от.)  | Мартина Навратилова Сједињене Државе | Крис Еверт Сједињене Државе          | 7-6, 6-3      |
| 10/08/87 | VS of Лос Анђелес                            |      | 250000      | Тврда (от.)  | Штефи Граф Западна Немачка           | Крис Еверт Сједињене Државе          | 6-3, 6-4      |
| 08/08/88 | VS of Лос Анђелес                            | II   | 300000      | Тврда (от.)  | Крис Еверт Сједињене Државе          | Габријела Сабатини Аргентина         | 2-6, 6-1, 6-1 |
| 07/08/89 | VS of Los Angeles Manhattan Beach            | II   | 300000      | Тврда (от.)  | Мартина Навратилова Сједињене Државе | Габријела Сабатини Аргентина         | 6-0, 6-2      |
| 13/08/90 | VS of Los Angeles Manhattan Beach            | II   | 350000      | Тврда (от.)  | Моника Селеш СФРЈ                    | Мартина Навратилова Сједињене Државе | 6-4, 3-6, 7-6 |
| 12/08/91 | VS of Los Angeles Manhattan Beach            | II   | 350000      | Тврда (от.)  | Моника Селеш СФРЈ                    | Кимико Дате Јапан                    | 6-3, 6-1      |
| 10/08/92 | VS of Los Angeles Manhattan Beach            | II   | 350000      | Тврда (от.)  | Мартина Навратилова Сједињене Државе | Моника Селеш Југославија             | 6-4, 6-2      |
| 09/08/93 | VS of Los Angeles Manhattan Beach            | II   | 375000      | Тврда (от.)  | Мартина Навратилова Сједињене Државе | Аранча Санчез Викарио Шпанија        | 7-5, 7-6      |
| 08/08/94 | VS of Los Angeles Manhattan Beach            | II   | 400000      | Тврда (от.)  | Ејми Фрејзер Сједињене Државе        | Ен Гросман Сједињене Државе          | 6-1, 6-3      |
| 07/08/95 | Акјура класик Manhattan Beach                | II   | 430000      | Тврда (от.)  | Кончита Мартинез Шпанија             | Чанда Рубин Сједињене Државе         | 4-6, 6-1, 6-3 |
| 12/08/96 | Акјура класик Manhattan Beach                | II   | 450000      | Тврда (от.)  | Линдси Давенпорт Сједињене Државе    | Анке Хубер Немачка                   | 6-2, 6-3      |
| 04/08/97 | Акјура класикЛос Анђелес                     | II   | 450000      | Тврда (от.)  | Моника Селеш Сједињене Државе        | Линдси Давенпорт Сједињене Државе    | 5-7, 7-5, 6-4 |
| 10/08/98 | Акјура класик Лос Анђелес                    | II   | 450000      | Тврда (от.)  | Линдси Давенпорт Сједињене Државе    | Мартина Хингис Швајцарска            | 4-6, 6-4, 6-3 |
| 09/08/99 | Акјура класик Лос Анђелес                    | II   | 520000      | Тврда (от.)  | Серена Вилијамс Сједињене Државе     | Жили Алар Француска                  | 6-1, 6-4      |
| 07/08/00 | estyle.com Classic Лос Анђелес               | II   | 535000      | Тврда (от.)  | Серена Вилијамс Сједињене Државе     | Линдси Давенпорт Сједињене Државе    | 4-6, 6-4, 7-6 |
| 06/08/01 | estyle.com Classic Manhattan Beach           | II   | 565000      | Тврда (от.)  | Линдси Давенпорт Сједињене Државе    | Моника Селеш Сједињене Државе        | 6-3, 7-5      |
| 05/08/02 | JPMorgan Chase Open Лос Анђелес              | II   | 585000      | Тврда (от.)  | Чанда Рубин Сједињене Државе         | Линдси Давенпорт Сједињене Државе    | 5-7, 7-6, 6-3 |
| 04/08/03 | JPMorgan Chase Open by Audi Лос Анђелес      | II   | 635000      | Тврда (от.)  | Ким Клајстерс Белгија                | Линдси Давенпорт Сједињене Државе    | 6-1, 3-6, 6-1 |
| 19/07/04 | JPMorgan Chase Open Лос Анђелес              | II   | 585000      | Тврда (от.)  | Линдси Давенпорт Сједињене Државе    | Серена Вилијамс Сједињене Државе     | 6-1, 6-3      |
| 08/08/05 | JPMorgan Chase Open by Herbalife Лос Анђелес | II   | 585000      | Тврда (от.)  | Ким Клајстерс Белгија                | Данијела Хантухова Словачка          | 6-4, 6-1      |
| 08/08/06 | JPMorgan Chase Open Лос Анђелес              | II   | 600000      | Тврда (от.)  | Јелена Дементјева Русија             | Јелена Јанковић Србија               | 6-3, 4-6, 6-4 |
| 06/08/07 | JPMorgan Chase Open by Herbalife Лос Анђелес | II   | 600000      | Тврда (от.)  | Ана Ивановић Србија                  | Нађа Петрова Русија                  | 7-5, 6-2      |
| /08/2008 | JPMorgan Chase Open by Herbalife Лос Анђелес | II   | 600000      | Тврда (от.)  | '                                    |                                      |               |

## Парови
| Датум    | Назив турнира                                | Кат. | Наг. фонд $ | Подлога      | Победник                                                               | Финалиста                                                               | Резултат      |
| 1971     | BMC турнир Лос Анђелес                       |      | 25.000      |              | Роузмери Касалс · Били Џин Кинг Сједињене Државе                       | Хелен Гурлеј Аустралија · Ен Хејдон Џоунс Уједињено Краљевство          | 7-5, 6-3      |
| 1972     | BMC турнир Лос Анђелес                       |      | 25000}}     |              | Роузмери Касалс Сједињене Државе · Вирџинија Вејд Уједињено Краљевство | Хелен Гурлеј · Карен Кранцки Аустралија                                 | 6-4, 5-7, 7-5 |
| 21/01/73 | BMC турнир Лос Анђелес                       |      | 25000}}     |              | Роузмери Касалс · Џули Хелдман Сједињене Државе                        | Маргарет Смит Корт · Лесли Хант Аустралија                              | предаја       |
| 14/02/77 | VS of Лос Анђелес                            |      | 100000      | Тврда (зат.) | Роузмери Казалс · Крис Еверт Сједињене Државе                          | Мартина Навратилова Чехословачка · Бети Стеве Холандија                 | 6-2, 6-4      |
| 23/01/78 | VS of Лос Анђелес                            |      | 100000      | Тврда (зат.) | Бети Стеве Холандија · Вирџинија Вејд Уједињено Краљевство             | Грир Стивенс Јужноафричка република · Пем Тигарден Сједињене Државе     | 6-3, 6-2      |
| 12/02/79 | Avon Champ’s of Лос Анђелес                  |      | 150000      | Тврда (зат.) | Роузмери Касалс · Крис Еверт Сједињене Државе                          | Мартина Навратилова Чехословачка · Ен Смит Сједињене Државе             | 6-4, 1-6, 6-3 |
| 04/02/80 | Avon Champ’s of Лос Анђелес                  |      | 125000      | Тврда (зат.) | Роузмери Касалс Сједињене Државе · Мартина Навратилова Чехословачка    | Кети Џордан · Ен Смит Сједињене Државе                                  | 7-6, 6-2      |
| 02/03/81 | Avon Champ’s of Лос Анђелес                  |      | 150000}}    | Тепих (зат.) | Сју Баркер Уједињено Краљевство · Ан Кијомура Сједињене Државе         | Марита Редондо · Мари Луи Сједињене Државе                              | 6-1, 4-6, 6-1 |
| 01/03/82 | Avon Champ’s of Лос Анђелес                  |      | 150000      | Тепих (зат.) | Кети Џордан · Ен Смит Сједињене Државе                                 | Барбара Потер · Шерон Волш Сједињене Државе                             | 6-3, 7-5      |
| 08/08/83 | VS of Лос Анђелес                            |      | 150000      | Тврда (от.)  | Мартина Навратилова · Пем Шрајвер Сједињене Државе                     | Бетси Нејџелсен Сједињене Државе · Вирђинија Рузич Румунија             | 6-1, 6-0      |
| 01/10/84 | VS of Лос Анђелес                            |      | 150000      | Тврда (пт.)  | Крис Еверт Сједињене Државе · Венди Тернбул Аустралија                 | Бетина Бунге · Ева Пфаф Западна Немачка                                 | 6-2, 6-4      |
| 29/07/85 | VS of Лос Анђелес                            |      | 250000      | Тврда (от.)  | Клаудија Коде-Килш Западна Немачка · Хелена Сукова Чехословачка        | Хана Мандликова Чехословачка · Венди Тернбул Аустралија                 | 6-4, 6-2      |
| 11/08/86 | VS ofЛос Анђелес                             |      | 250000      | Тврда (от.)  | Мартина Навратилова · Пем Шрајвер Сједињене Државе                     | Клаудија Коде-Килш Западна Немачка · Хелена Сукова Чехословачка         | 6-4, 6-3      |
| 10/08/87 | VS of Лос Анђелес                            |      | 250000      | Тврда (от.)  | Мартина Навратилова · Пем Шрајвер Сједињене Државе                     | Зина Гарисон · Лори Макнил Сједињене Државе                             | 6-3, 6-4      |
| 08/08/88 | VS of Лос Анђелес                            | II   | 300000      | Тврда (от.)  | Пети Фендик Сједињене Државе · Џил Хедерингтон Канада                  | Ђиђи Фернандез · Робин Вајт Сједињене Државе                            | 7-6, 5-7, 6-4 |
| 07/08/89 | VS of Los Angeles Manhattan Beach            | II   | 300000      | Тврда (от.)  | Мартина Навратилова Сједињене Државе · Венди Тернбул Аустралија        | Мери Џо Фернандез Сједињене Државе · Клаудија Коде-Килш Западна Немачка | 5-2 предаја   |
| 13/08/90 | VS of Los Angeles Manhattan Beach            | II   | 350.000     | Dur (ext.)   | Ђиђи Фернандез Сједињене Државе · Јана Новотна Чехословачка            | Мерседес Паз · Габријела Сабатини Аргентина                             | 6-3, 4-6, 6-4 |
| 12/08/91 | VS of Los Angeles Manhattan Beach            | II   | 350000      | Тврда (от.)  | Лариса Нејланд · Наташа Зверева Совјетски Савез                        | Гречен Мејџерс · Робин Вајт Сједињене Државе                            | 6-1, 2-6, 6-2 |
| 10/08/92 | VS of Los Angeles Manhattan Beach            | II   | 350000      | Тврда (от.)  | Аранча Санчез Викарио Шпанија · Хелена Сукова Чешка                    | Зина Гарисон · Пем Шрајвер Сједињене Државе                             | 6-4, 6-2      |
| 09/08/93 | VS of Los Angeles Manhattan Beach            | II   | 375000      | Тврда (от.)  | Аранча Санчез Викарио Шпанија · Хелена Сукова Чешка                    | Ђиђи Фернандез Сједињене Државе · Наташа Зверева Белорусија             | 7-6, 6-3      |
| 08/08/94 | VS of Los Angeles Manhattan Beach            | II   | 400000      | Тврда (от.)  | Жили Алар · Натали Тозја Француска                                     | Јана Новотна Чешка · Лиса Рејмонд Сједињене Државе                      | 6-1, 0-6, 6-1 |
| 07/08/95 | Акјура класик Manhattan Beach                | II   | 430.000     | Тврда (от.)  | Ђиђи Фернандез Сједињене Државе · Наташа Зверева Белорусија            | Лариса Нејланд Летонија · Габријела Сабатини                            | 7-5, 6-7, 7-5 |
| 12/08/96 | Акјура класик Manhattan Beach                | II   | 450000      | Тврда (от.)  | Линдси Давенпорт Сједињене Државе · Наташа Зверева Белорусија          | Ејми Фрејзер · Кимберли По Сједињене Државе                             | 6-1, 6-4      |
| 04/08/97 | Акјура класикЛос Анђелес                     | II   | 450000      | Тврда (от.)  | Јајук Басуки Индонезија · Каролине Вис Холандија                       | Лариса Нејланд Летонија · Хелена Сукова Чешка                           | 7-6, 6-3      |
| 10/08/98 | Акјура класик Лос Анђелес                    | II   | 450000      | Тврда (от.)  | Мартина Хингис Швајцарска · Наташа Зверева Белгија                     | Тамарин Тамасугарн Тајланд · Елена Таракова Украјина                    | 6-4, 6-2      |
| 09/08/99 | Акјура класик Лос Анђелес                    | II   | 520000      | Тврда (от.)  | Лариса Нејланд Летонија · Аранча Санчез Викарио Шпанија                | Лиса Рејмонд Сједињене Државе · Рене Стабс Аустралија                   | 6-2, 6-7, 6-0 |
| 07/08/00 | estyle.com Classic Лос Анђелес               | II   | 535000      | Тврда (от.)  | Елс Каленс · Доминик Монами Белгија                                    | Кимберли По Сједињене Државе · Ан-Гаел Сидо Француска                   | 6-2, 7-5      |
| 06/08/01 | estyle.com Classic Manhattan Beach           | II   | 565000      | Тврда (от.)  | Кимберли По Сједињене Државе · Натали Тозја Француска                  | Никол Арент Сједињене Државе · Каролине Вис Холандија                   | 6-3, 7-5      |
| 05/08/02 | JPMorgan Chase Open Лос Анђелес              | II   | 585000      | Тврда (от.)  | Ким Клајстерс Белгија · Јелена Докић Аустралија                        | Данијела Хантухова Словачка · Ај Сугијама Јапан                         | 6-3, 6-3      |
| 04/08/03 | JPMorgan Chase Open by Audi Лос Анђелес      | II   | 635000      | Тврда (от.)  | Мери Пирс Француска · Рене Стабс Аустралија                            | Јелена Бовина · Елс Каленс Белгија                                      | 6-3, 6-3      |
| 19/07/04 | JPMorgan Chase Open Лос Анђелес              | II   | 585000      | Тврда (от.)  | Нађа Петрова Русија · Меган Шонеси Сједињене Државе                    | Кончита Мартинез · Вирхинија Руано Паскуал Шпанија                      | 6-7, 6-4, 6-3 |
| 08/08/05 | JPMorgan Chase Open by Herbalife Лос Анђелес | II   | 585000      | Тврда (от.)  | Јелена Дементјева Русија · Флавија Пенета Италија                      | Анџела Хејнс · Бетани Матек Сједињене Државе                            | 6-2, 6-4      |
| 08/08/06 | JPMorgan Chase Open Лос Анђелес              | II   | 600000      | Тврда (от.)  | Вирхиниа Руано Паскуал Шпанија · Паола Суарез Аргентина                | Данијела Хантухова Словачка · Ај Сугијама Јапан                         | 6-3, 6-4      |
| 06/08/07 | JPMorgan Chase Open by Herbalife Лос Анђелес | II   | 600000      | Тврда (от.)  | Квета Пешке Чешка · Рене Стабс Аустралија                              | Алиша Молик Аустралија · Мара Сантанђело Италија                        | 6-0, 6-1      |
| /08/2008 | JPMorgan Chase Open by Herbalife Лос Анђелес | II   | 600000      | Тврда (от.)  | ' '                                                                    |                                                                         |               |